# أشرف هيندريكس
أشرف هيندريكس (بالإنجليزية: Ashraf Hendricks)‏ (28 يوليو 1984 بكيب تاون في جنوب أفريقيا - ) هو لاعب كرة قدم جنوب أفريقي في مركز الدفاع. شارك مع منتخب جنوب أفريقيا لكرة القدم. أما مع النوادي، فقد لعب مع بيدفيست ويتس وموروكا سوالوز وVasco da Gama F.C. ‏ ونادي هيلانك.

## روابط خارجية
- أشرف هيندريكس على موقع قاعدة بيانات كرة القدم.إي يو (الإنجليزية)
- أشرف هيندريكس على موقع ناشيونال فوتبول تيمز (الإنجليزية)